# Самойловский сельский совет (Новониколаевский район)
Самойловский сельский совет (укр. Самійлівська сільська рада) — входит в состав
Новониколаевского района
Запорожской области
Украины.
Административный центр сельского совета находится в селе Самойловка.

## История
- 1943 — дата образования.

## Населённые пункты совета
- с. Самойловка
- с. Бойково
- с. Зоревка
- с. Светлая Долина